# Землетрус (фільм, 2016)
«Землетрус» (вірм. երկրաշարժ, рос. «Землетрясение») — вірменсько-російський драматичний фільм-катастрофа, знятий Саріком Андреасяном. Прем'єра стрічки в Росії відбулася 1 грудня 2016 року. Фільм розповідає про двох людей — 45-річного Костянтина Бережного та 20-річного Роберта Мелконяна — на тлі землетрусу 7 грудня 1988 року.
Фільм був висунутий Вірменією на премію «Оскар» за найкращий фільм іноземною мовою.

## У ролях
- Костянтин Лавроненко — Костянтин Бережний
- Віктор Степанян — Роберт Мелконян
- Марія Миронова — Ганна Бережна
- Татев Овакімян — Ліліт
- Михайло Погосян — Єрем
- Сабіна Ахмедова — Гаяне

## Виробництво
Робота над сценарієм і підготовка до зйомок зайняли близько двох років. Зйомки почались у середині жовтня 2015 року і закінчились у середині грудня того ж року. Вони проходили в Росії та Вірменії.